# Palazzo del ghiaccio (San Pietroburgo)
Il Palazzo del ghiaccio (in russo Ледовый дворец?, Ledovnyj dvorec) è uno stadio del ghiaccio a San Pietroburgo, Russia. È stato costruito per il Campionato mondiale di hockey su ghiaccio e inaugurato nel 1999. È in grado di contenere fino a 12 300 persone.
L'arena è utilizzata principalmente per l'hockey su ghiaccio ed è la sede principale dei SKA San Pietroburgo. Ha ospitato il IIHF European Champions Cup nel 2005, 2006, 2007 e 2008. È inoltre utilizzata per concerti ed esibizioni, oltre che come pista di pattinaggio.